# Masco Corporation
Masco Corporation ist ein amerikanischer Hersteller von Produkten für den Heimwerker- und Neubaumarkt und hat ihren Firmensitz in Livonia, Michigan. Das Unternehmen wurde 1929 gegründet und ist seit 1969 an der NYSE gelistet. Masco Corporation beschäftigt 19.000 Mitarbeiter weltweit (2019) und erzielte einen Umsatz von 8,68 Milliarden USD (2022).

## Geschichte
Das Unternehmen wurde ursprünglich 1929 als Masco Screw Products Company von Alex Manoogian in Detroit, Michigan, gegründet. Das Unternehmen ging 1936 an die Börse von Detroit.
Im Jahr 1961 änderte die Masco Screw Products Company ihren Namen in Masco Corporation. 1967 verlegte das Unternehmen seinen Firmensitz nach Taylor, Michigan. Zum ersten Mal wurde Masco 1969 an der New Yorker Börse notiert. Im Jahr 1975 tauchte Masco erstmals auf der Fortune-500-Liste auf, und 1984 überstieg der Jahresumsatz von Masco erstmals eine Milliarde Dollar.
1984 verkauften die Familien Friedrich Grohe und die Familie Hans Grohe Junior zusammen mit der Familie Klaus Grohe ihre Anteile an dem Unternehmen Hansgrohe an die Masco Corporation.
Im Jahr 1986 übernahm Masco den deutschen Hersteller von Duschabtrennungen, Hüppe Duscha, und firmierte das Unternehmen in Hüppe GmbH um. Am 31. Mai 2021 verkaufte Masco das Unternehmen Hüppe GmbH an die Aurelius-Gruppe.

## Produkte
(Quelle: )

### Dekorative Architekturprodukte
- Bautenanstrichmittel und Holzpflegeprodukte für den Außenbereich
- Glasduschtüren und Duschzubehör
- Außenbeleuchtung
- Schrank-, Tür- und Fensterbeschläge

### Sanitärprodukte
- Wasserhähne
- Sanitärarmaturen und Ventile
- Duschköpfe und Handbrausen
- Badausstattung und Zubehör
- Badewannen
- Duschwannen und Duschabtrennungen
- Toiletten
- Spas
- Bewegungsbecken und Fitnesssysteme
- Wasseraufbereitungssysteme